# Kuchler
Kuchler ist ein deutscher Familienname.

## Varianten
- Küchler

## Namensträger
- Albert Kuchler (* 1998), deutscher Skilangläufer
- August William Kuchler (1907–1999), deutsch-US-amerikanischer Geograph und Vegetationskundler
- Christian Kuchler (* 1974), deutscher Geschichtsdidaktiker und Historiker
- Christian Kuchler (Koch) (* 1985), Schweizer Koch
- Heinz Kuchler (1921–2006), deutscher Politiker (SPD), Mitglied des Abgeordnetenhauses von Berlin
- Maximilian von Kuchler (1857–nach 1944), deutscher Generalleutnant
- Ralf Kuchler (* 1969), deutscher Admiral
- Walter Kuchler (* 1932), deutscher Sportwissenschaftler, Autor, Forscher und Lehrer